# Cerro del Indio
Cerro del Indio är en ort i Mexiko.   Den ligger i kommunen Cuajinicuilapa och delstaten Guerrero, i den sydöstra delen av landet, 300 km söder om huvudstaden Mexico City. Cerro del Indio ligger 26 meter över havet och antalet invånare är 624.
Terrängen runt Cerro del Indio är platt. Runt Cerro del Indio är det glesbefolkat, med 8 invånare per kvadratkilometer. Närmaste större samhälle är Cuajinicuilapa de Santa Maria, 10,3 km sydost om Cerro del Indio. Omgivningarna runt Cerro del Indio är en mosaik av jordbruksmark och naturlig växtlighet.